# British Comedy Awards

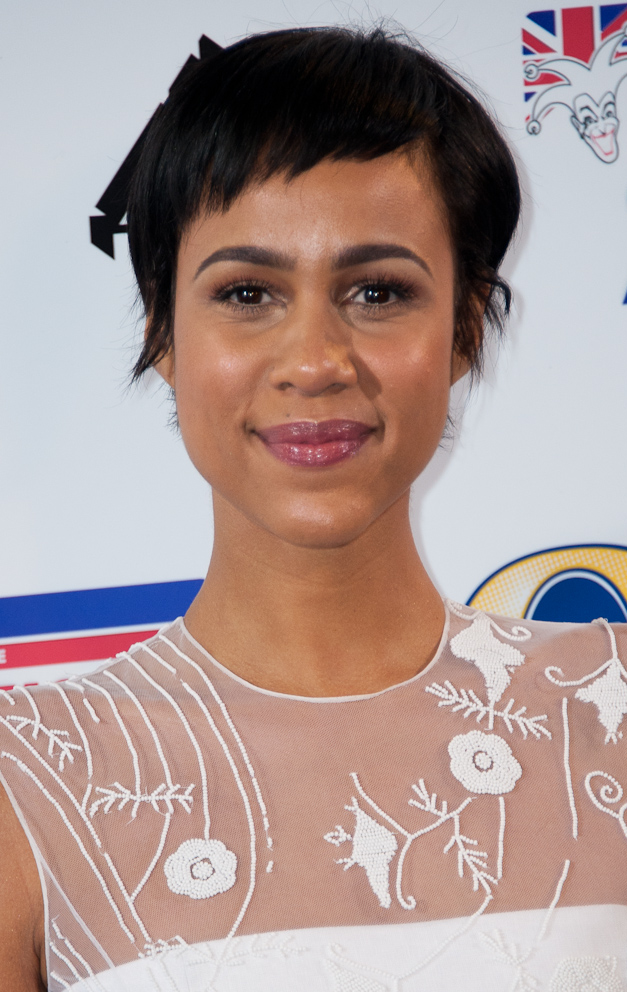
Zawe Ashton aux British Comedy Awards 2013, le 12 décembre 2013

Les National Comedy Awards (connus sous le nom de British Comedy Awards de 1990 à 2014) sont une cérémonie annuelle de récompenses au Royaume-Uni, célébrant notamment les comédiens de talent et les spectacles de divertissement de l'année précédente.
En 2006, Matt Willis, le vainqueur de I'm a Celebrity… Get Me Out of Here! était venu décerner un prix. Il était accompagné d'un biologiste et d'un python. Le python a commencé par s'enrouler autour des jambes de son propriétaire avant d'essayer de s'échapper dans le public.

## Historique

### The British Comedy Awards(1990–2014)
Les récompenses ont été diffusées en direct sur ITV en décembre de 1990 à 2006, après quoi la diffusion des British Comedy Awards 2007 a été suspendue par ITV en raison d'allégations, d'irrégularités et de tromperie dans l'attribution des People's Choice Award 2005, puis d'enquêtes connexes en cours sur le scandale des appels téléphoniques à la télévision britannique de 2007, qui a conduit l'Ofcom à infliger à ITV une amende record de 5,675 millions de livres sterling pour son utilisation abusive des lignes téléphoniques surtaxées,.
Après que Michael Parkinson a présenté la cérémonie inaugurale au London Palladium en décembre 1990, la majorité des spectacles suivants ont été présentés par Jonathan Ross, mis en scène aux studios de Londres et produits par Michael Hurll Television (MHTV), dont la société mère est Unique Communications Group,, Jonathan Ross n'a pas présenté les prix de 2008, à la lumière de la rangée d'appels de farce du Russell Brand Show et a été remplacé cette année-là par Angus Deayton.
L'émission de 2007 a eu lieu le 6 décembre 2007, mais n'a pas été télévisée en raison de la controverse de 2005 et des enquêtes ultérieures. La cérémonie des années suivantes a été diffusée en direct le 6 décembre 2008. La conformité de l'émission relevait de la responsabilité de l'unité de conformité ITV d'ITV Network Limited (composée de membres d'ITV plc, STV Group, UTV Media et Channel Television Ltd).
En juin 2010, il a été annoncé que les récompenses devaient être diffusées sur Channel 4 pendant trois ans, ce qui a ensuite été prolongé d'un an. Peu de temps après, la cérémonie de 2010 a été reportée jusqu'à ce qu'elle soit finalement diffusée en janvier 2011.
En juin 2015, Channel 4 a annoncé qu'elle abandonnerait la cérémonie.

## Catégories de récompense
- Prix de la comédie britannique (British Comedy Award)
- Meilleur film de comédie (Best Comedy Film)
- Meilleure performance dans une comédie britannique (Best British Comedy Performance in Film)

## Palmarès 1997

### Meilleur film de comédie
- The Full Monty - Le Grand Jeu (The Full Monty)

## Palmarès 2010

### Meilleure performance dans une comédie britannique
- Aaron Taylor-Johnson pour le rôle de Mindy Macready / Hit-Girl dans Kick-Ass